# Líl·lia
Líl·lia, la sirena del Mediterrani, és una escultura creada per Antoni Delgado, que es troba a Sant Feliu de Guíxols. Fa 2,53 m d'alçada per 2,50 m. d'amplada i pesa 7.200 quilos.
Donat l'èxit del Festival Internacional del Film Amateur de la Costa Brava, els organitzadors varen decidir crear un símbol que identifiques aquesta activitat.
Per això, es va sol·licitar al dissenyador barcelonès Humà que fes el projecte i a l'escultor Antoni Delgado que la realitzes.
Aquesta escultura va esser batejada amb el nom de Líl·lia pel crític de cinema Miquel Porter Moix.
L'any 1977 es va inaugurar en el seu primer emplaçament en els jardins Juli Garreta. En principi, no fou ben rebuda, i va ser objecte de bretolades. Poc temps després, es va canviar d'emplaçament, col·locant-la en un altre lloc menys vistós, però més segur, com és la zona enjardinada de la pujada del promontori dels Guíxols.
Últimament es va elegir un nou emplaçament arran de l'obertura de la ronda de Ponent. En aquest punt, dona la benvinguda als visitants que arriben a Sant Feliu de Guíxols.